# Pelargonium radula
Pelargonium radula är en näveväxtart som först beskrevs av Antonio José Cavanilles, och fick sitt nu gällande namn av L'her.. Pelargonium radula ingår i släktet pelargoner, och familjen näveväxter. Inga underarter finns listade i Catalogue of Life.